# Dankó József
Dankó József (Szakoly, 1932. január 17. – Balkány, 2004. május 24.) volt tanácselnök, politikus, vb-titkár, Balkány polgármestere volt 1996 és 2002 között.

## Pályája
Az 1996-os időközi polgármester-választáson függetlenként indult, az MDF és a KDNP támogatásával, amit meg is nyert. Az 1998-as önkormányzati választáson, a szavazatok 51,54%-át megszerezve ismét a nagyközség polgármesterévé választották. A 2002-es önkormányzati választáson független polgármester-jelöltként indulva  összes kihívójával szemben alulmaradt, és csupán a szavazatok 1,65%-át sikerült megszereznie. Utódja Marjánné dr. Rinyu Ilona lett, aki további hat évig vezette a nagyközséget, 2004-től a várost.
Regnálása alatt a legjelentősebb eredményeinek tudható be a regionális hulladéklerakó kialakítása, a szennyvízcsatorna-hálózat kiépítése, a közvilágítás korszerűsítése, a közlekedés feltételeinek a javítása (a ma is meglévő 4 gyalogos-átkelőhely kijelölése), bekötőút építése, mentőszolgálat létesítése. Fontos szerepet játszott abban, hogy Balkány elnyerje a városi rangot. 
2004-ben, 72 éves korában hunyt el. A társadalmi, gazdasági, kulturális és egyéb területen végzett munkájáért a balkányi képviselő-testület 2004 szeptemberében, a település várossá nyilvánításakor Balkány Város díszpolgára posztumusz címmel tüntette ki. Az elismerést felesége vette át.

## Családja
Nős, felesége Orbán Erzsébet volt. Négy gyermeke született: Éva, József, Zoltán és Zsuzsanna.

## Lásd még
- Önkormányzati választások Balkányban